# Сквер Небесної Сотні (Київ)
Сквер Небе́сної Со́тні (назва офіційно не затверджена) — сквер, розташований у середмісті Києва на вулиці Михайлівській, 24-26, між Михайлівською площею та Майданом. Сквер названий на честь Героїв Небесної Сотні.

## Історична довідка

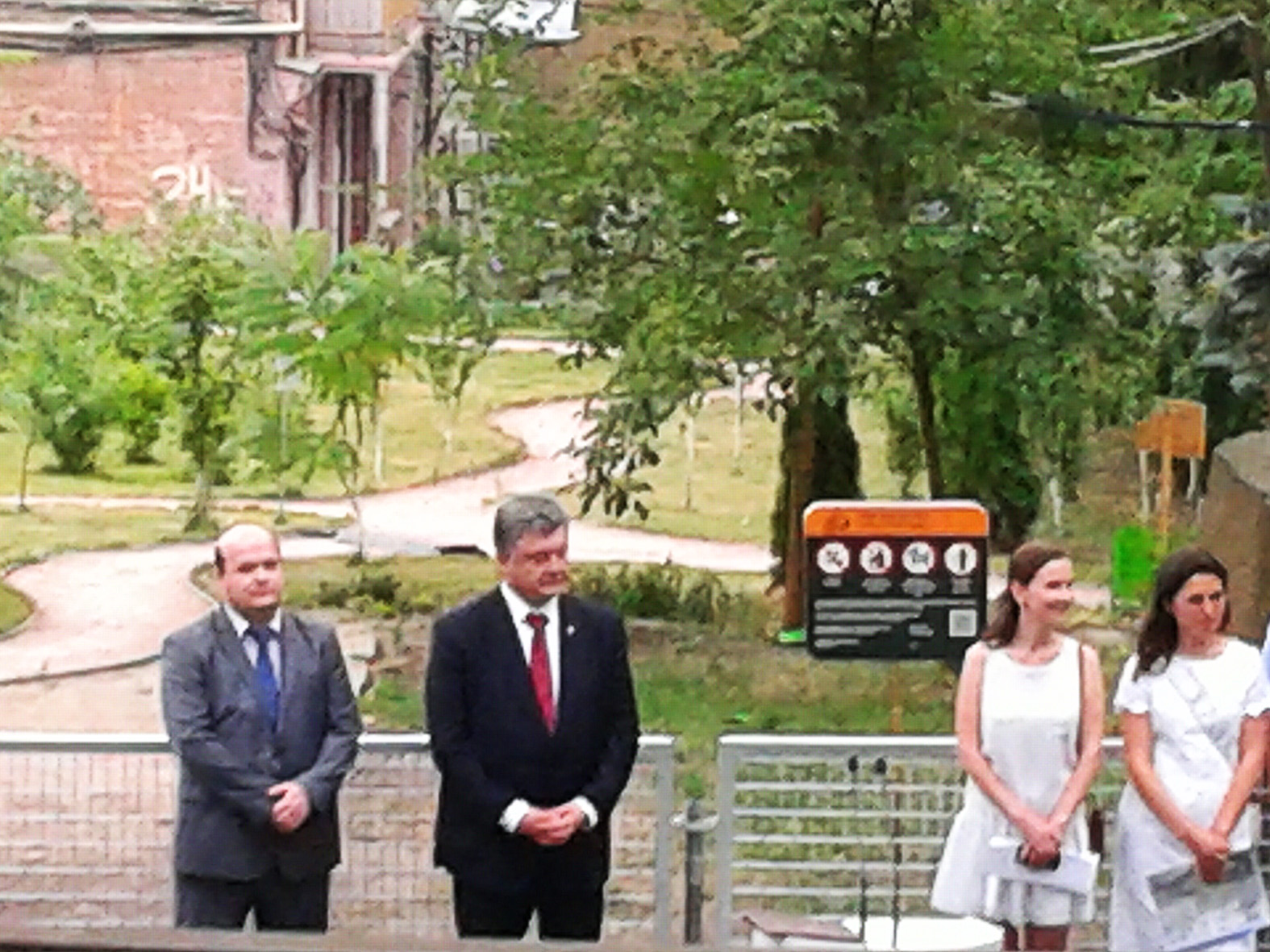
Президент України Петро Порошенко на відкритті скверу

Особливо цінну земельну ділянку зеленої зони Київська міська рада на чолі з Леонідом Черновецьким незаконно, без громадських слухань спочатку передала у довгострокову оренду (рішення від 08.02.2007 № 124/785), а згодом продала (рішення від 26.04.2007 № 481/1142) приватній структурі.
Із часом тут виросло стихійне звалище.
Під час протистояння 18-20 лютого 2014 року активісти Майдану демонтували на ділянці залізний паркан, з якого звели барикади.
З березня волонтери прибрали територію, розпланували сквер, створили дитячий майданчик. Дерева, які привезли з різних кутків України, висадили кияни і родичі Героїв Небесної Сотні. Ідею громадського городу запозичили у зарубіжних ентузіастів з Лос-Анджелеса, Мельбурна, Мумбаї, Сієтла, Лондона, де є досвід заснування міських ферм.
Відкриття відбулось 9 липня 2015 року. В урочистостях взяли участь Президент України Петро Порошенко, посол Португалії в Україні Марія Кріштіна Серпа ді Алмейда, активісти, митці, батько Сергія Нігояна — Гагік Нігоян.

## Графіті

Мурал із зображенням Сергія Нігояна

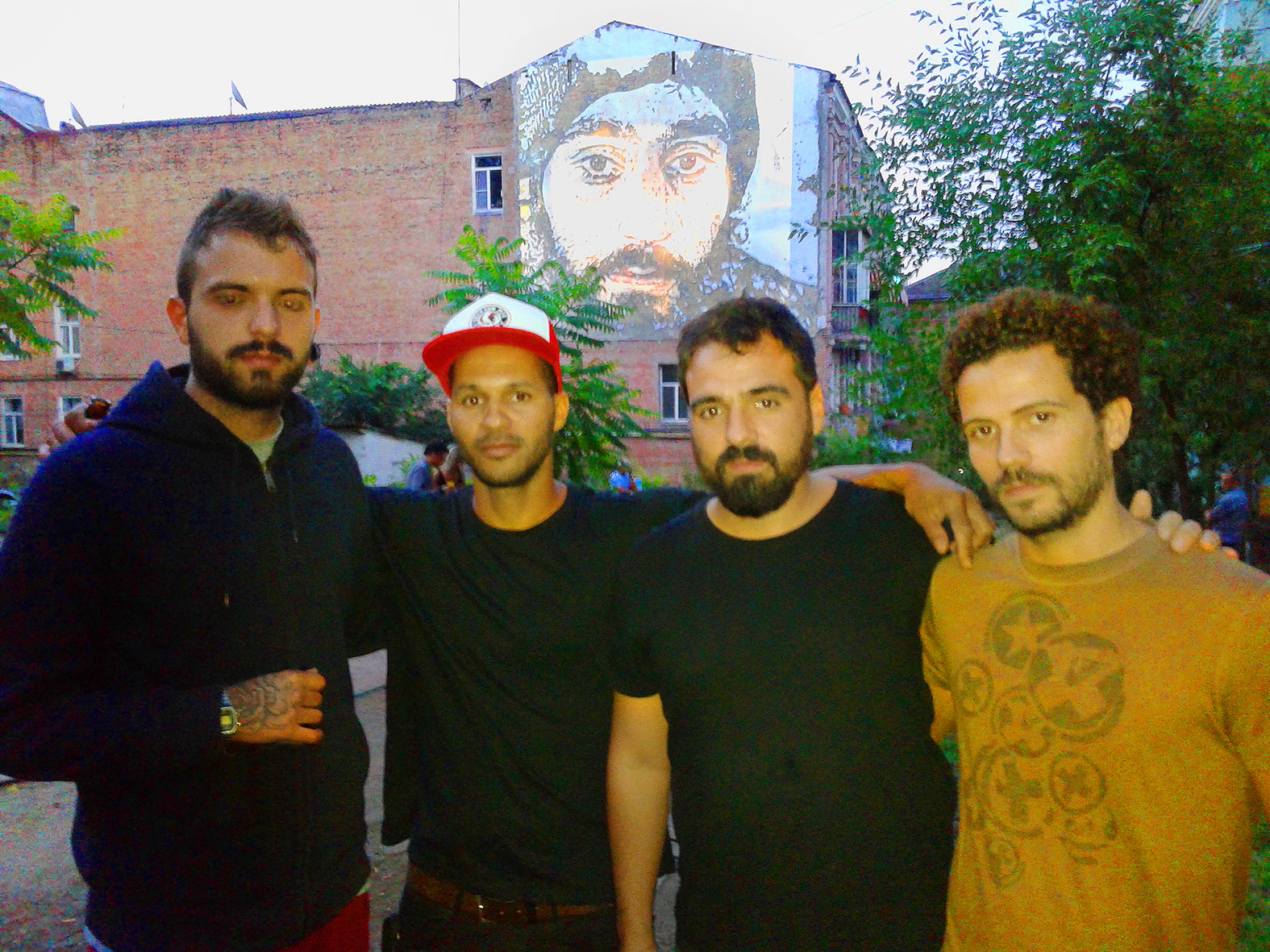
Автор графіті Алешандре Фарту (другий справа) зі своєю командою

Представники громадського об'єднання «Місто Сад» запропонували у сквері зробити мурал-арт (настінний живопис). Засновник скверу Євгенія Кулеба та фахівець зі стріт-арту Олег Соснов запросили португальського графіті-художника Алешандре Фарту (Vhils).
Вуличний художник за допомогою техніки вирізьблення зробив на стіні будинку зображення Сергія Нігояна площею у 100 квадратних метрів. Фарту пояснив, що центральним елементом композиції є очі Нігояна, які є «очима всієї Небесної Сотні».

## Боротьба за власність

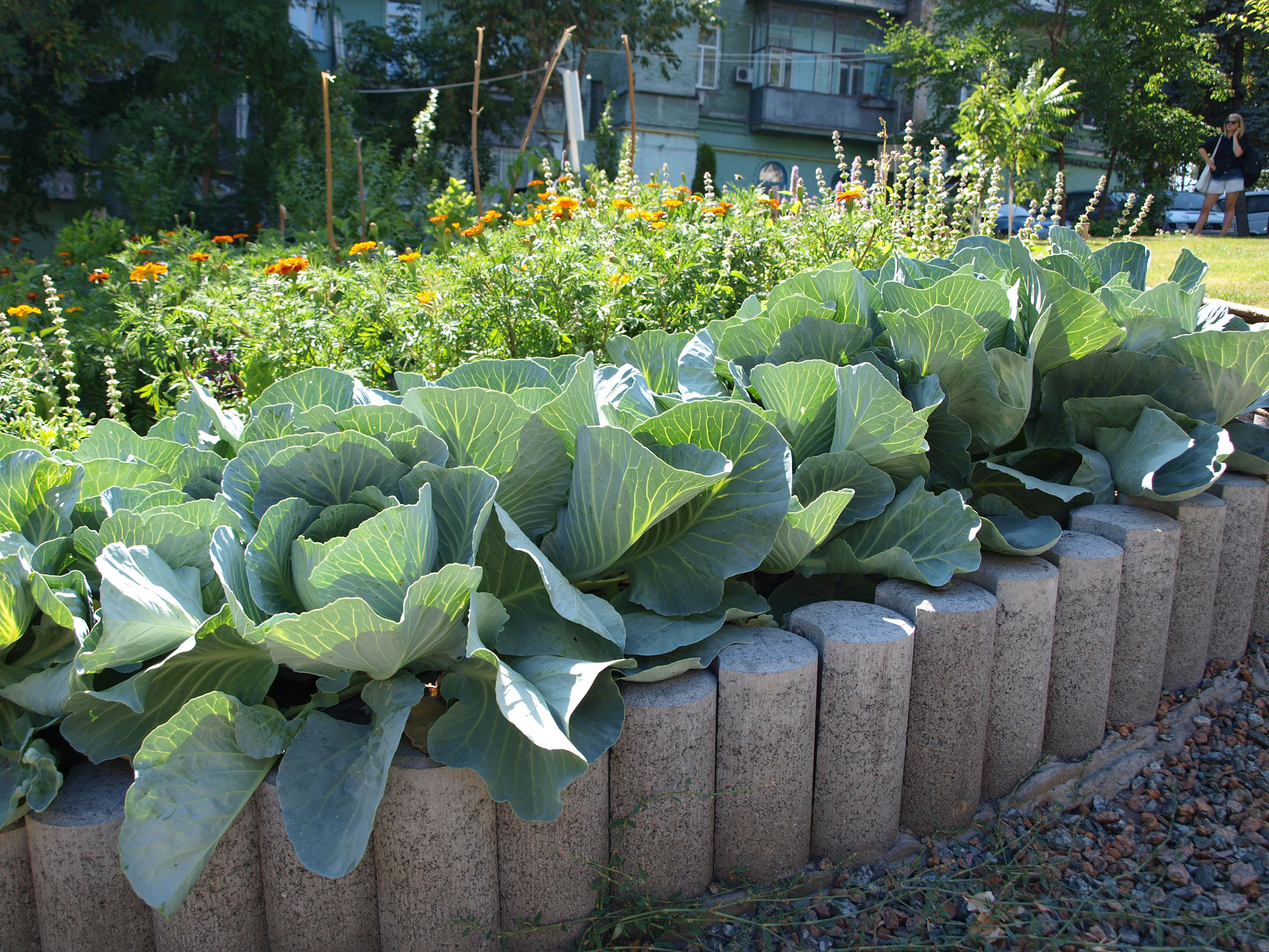
Город у сквері Небесної Сотні у Києві

Станом на початок 2016 року ділянка, на якій знаходиться Сквер, всупереч заяві мера міста Віталія Кличка, за якою начебто сквер «повернули громаді міста», і надалі перебуває у приватній власності під будівництво готельного комплексу з підземними і наземними паркінгами. Це спонукало громадських активістів створити петицію до Київради з вимогою «повернути Сквер Небесної сотні киянам!», ця петиція набрала необхідну кількість голосів протягом трьох днів.
1 грудня 2016 року Господарський суд Києва відібрав право власності земельної ділянки скверу Небесної сотні у приватних власників на користь міста.

## Нагорода
2016 року в Барселоні Сквер Небесної Сотні отримав нагороду «Особлива згадка 2016» на конкурсі «Європейська нагорода за урбаністичний публічний простір» (The European Prize for Urban Public Space), найавторитетніший урбаністичний конкурс в Європі.